# 柿本浩一
柿本 浩一（かきもと こういち、1955年 - ）は、日本の工学者。九州大学名誉教授。東北大学教授。専門は結晶成長学、電子材料工学、化学工学、結晶工学。

## 来歴
福岡県久留米市出身。福岡教育大学附属久留米中学校、福岡県立明善高等学校卒業。1979年、埼玉大学理工学部電子工学科卒業。1985年、東京大学大学院工学系研究科電子工学専門課程博士後期課程修了。東京大学より工学博士の学位を取得。同年にNEC基礎研究所研究員（-1996年）。1989年よりベルギー・ルーヴァン・カトリック大学研究員（-1991年）。1995年より東北大学金属材料研究所客員教授（-1996年）。1996年より九州大学機能物質科学研究所助教授（-2000年）。2000年より九州大学応用力学研究所教授。東宮御所において皇太子に「結晶成長」の進講（2016年）。国際結晶成長機構(IOCG)会長（2016-2023）。日本結晶成長学会会長(2016-2019)。2019年3月よりドイツ結晶成長学会(DGKK)名誉会員。九州大学応用力学研究所特任教授(2021-2022)。東北大学未来科学技術共同研究センター特任教授（2022-2025）。東北大学金属材料研究所特任教授（2025-）。2021年より九州大学名誉教授。

## 受賞
- 1989年 日本結晶成長学会論文賞受賞
- 1996年 化学工学会計算流体力学賞受賞
- 2004年 日本結晶成長学会貢献賞
- 2006年 JPSJ注目論文賞
- 2014年 日本結晶成長学会貢献賞
- 2017年 応用物理学会フェロー表彰
- 2017年 ルーマニア材料科学結晶成長賞受賞
- 2019年 文部科学大臣表彰「科学技術賞 (研究部門)」受賞
- 2023年 日本結晶成長学会業績賞および赤﨑 勇賞受賞
- 2024年 日本結晶成長学会貢献賞
- 2025年 国際結晶成長機構(IOCG) Frank賞受賞

## 著書
- 『丸善実験物理学講座4 試料作製技術』（共著）、丸善、2000年
- 「結晶成長における熱と物質の移動の計算機シミュレーション」（『計算機でみる結晶成長』、日本結晶成長学会、1996年）
- 「結晶成長と相図」（『結晶工学の基礎』、応用物理学会、1995年）
- 「結晶成長における熱と物質の輸送現象」（『計算機でみる結晶成長』、日本結晶成長学会、1994年）

## 論文
- 「SiCの現状と今後の展開」（『日本結晶成長学会誌』 40(1), 4, 2013年）
- 「高効率シリコン太陽電池の実現に向けて」（共著）（『日本結晶成長学会誌』 39(3), 135-141, 2012年）
- 「固体原料を用いたAlN溶液成長法に関する研究」（共著）（『日本結晶成長学会誌』 38(4), 274-279, 2012年）
- 「GaAsN気相エピタキシーにおける混晶組成の理論的検討」（共著）（『日本結晶成長学会誌』 38(2), 128-136, 2011年）
- 「半導体バルク結晶成長における熱と物質の輸送と成長速度との関係」（共著）（『日本結晶成長学会誌』 38(2), 86-92, 2011年）
- 「一方向性凝固法によるSi多結晶の育成と評価」（『マテリアルインテグレーション』 22(12), 37-42, 2009年）
- "Romanian Conference on Advanced Materials, ROCAM2009" （『日本結晶成長学会誌』 36(3), 230, 2009年）
- 「一方向性凝固法によるSi多結晶の育成と評価」（『材料の科学と工学』 Materials science and technology 46(1), 13-17, 2009年）
- "The 5th International Symposium on Advanced Science and Technology of Silicon Materials" （『日本結晶成長学会誌』 35(4), 276, 2009年）
- 「立方晶GaNの成長過程と構造安定性」（共著）（『日本結晶成長学会誌』 34(4), 213-217, 2008年）
- 「単結晶育成用CZ炉の数値解析」（共著）（『伝熱』 journal of the Heat Transfer Society of Japan 46(196), 49-57, 2007年）
- 「InGaN混晶半導体における原子配列の理論的検討」（共著）（『應用物理』 76(5), 495-498, 2007年）
- 「一方向凝固多結晶シリコンのラマン散乱による応力解析」（共著）（『日本結晶成長学会誌』 33(4), 337, 2006年）
- 「単層及び多層カーボンナノチューブの熱伝導率解析」（共著）（『日本結晶成長学会誌』 33(4), 283, 2006年）
- 「GaN/AlN量子ドットの熱伝導率解析」（共著）（『日本結晶成長学会誌』 33(4), 208, 2006年）
- 「GaN/GaN(001)における成長初期過程の理論検討」（共著）（『日本結晶成長学会誌』 33(4), 207, 2006年）
- 「可動式ヒーターを用いた一方向性凝固法によるシリコン多結晶の熱流動解析」（共著）（『日本結晶成長学会誌』 33(4), 181, 2006年）
- 「シリコン太陽電池育成のための一方向性凝固プロセスの三次元総合伝熱解析」（共著）（『日本結晶成長学会誌』 33(4), 180, 2006年）
- 「レーザ照射によるシリコン中の酸素とボロンの拡散促進」（共著）（『日本結晶成長学会誌』 32(3), 109, 2005年）
- 「EMCZ印加下におけるシリコン融液中の酸素輸送の三次元総合解析」（共著）（『日本結晶成長学会誌』 32(3), 110, 2005年）
- 「シリコン太陽電池成長のためのキャスティングプロセスの総合伝熱解析」（共著）（『日本結晶成長学会誌』 32(3), 111, 2005年）
- 「分子動力学法による格子欠陥を考慮したGaNの熱伝導率解析」（共著）（『日本結晶成長学会誌』 32(3), 138, 2005年）
- 「分子動力学法によるAlN/GaN超格子の熱伝導率解析」（共著）（『日本結晶成長学会誌』 32(3), 139, 2005年）
- 「InGaN組成不安定性のモンテカルロ法による解析」（共著）（『日本結晶成長学会誌』 32(3), 142, 2005年）
- 「分子動力学法によるGaNの熱伝導率解析」（共著）（『日本結晶成長学会誌』 31(3), 264, 2004年）
- 「TMCZ印加下における結晶と坩堝の回転が伴うSi結晶成長の三次元総合解析」（共著）（『日本結晶成長学会誌』 31(3), 104, 2004年）
- 「2重坩堝法における結晶ACRTの融液対流及び固液界面形状に及ばす影響」（共著）（『日本結晶成長学会誌』 31(3), 107, 2004年）
- 「2重坩堝法ACRT法におけるLiNbO3原料の連続供給と融液温度に及ぼす影響」（共著）（『日本結晶成長学会誌』 30(3), 69, 2003年）
- 「大きな濃度差を持つ固液界面での不純物拡散数値解析」（共著）（『日本結晶成長学会誌』 30(3), 61, 2003年）
- 「分子動力学法による同位体半導体の熱伝導度解析」（共著）（『日本結晶成長学会誌』 30(3), 58, 2003年）
- Mechanisms of heat and oxygen transfer insilicon melt in an electromagnetic Czochralski system (Journal of Crystal Growth, 243/, 55-65, 2002)
- 「分子動力学法によるGaAs結晶中の空孔と格子間原子の拡散挙動 結晶成長理論シンポジウム」（共著）（『日本結晶成長学会誌』 29(2), 86, 2002年）
- 「ACRT法における融液攪拌効果の解析 バルク成長シンポジウム」（共著）（『日本結晶成長学会誌』 29(2), 20, 2002年）
- 「融液成長の基礎理論」（『日本結晶成長学会誌』 28(4), 260-261, 2001年）
- Heating rate dependence of melting of silicon : An in situ X-ray topography study (Journal of Applied Physics, 90/5, 2247-2251, 2001)
- Convective instability in crystal growth system (Annual Review of Heat Trnsfer, 12/, 187-221, 2001)
- 「科学と技術の掛け橋」（『日本結晶成長学会誌』 28(2), 51, 2001年）
- 「高温炉を用いたX線回折によるシリコン固液界面形状の"その場観察"」（共著）（『理学電機ジャーナル』 31(2), 30-36, 2000年）
- 「21世紀のシミュレーション技術 -シリコン」（『日本結晶成長学会誌』 27(2), 33-35, 2000年）
- 「不均一水平磁場印加下におけるシリコン融液中の酸素の輸送現象 バルク成長Ⅱ」（『日本結晶成長学会誌』 27(1), 10, 2000年）
- "Dislocations and Crystal-melt Interface Shape During the Melting of Silicon" （共著）（『日本結晶成長学会誌』 27(1), 5, 2000年）
- 「軸方向磁場印加下における液体金属中のゼーベック効果」（共著）（JASMA Journal of the Japan Society of Microgravity Application 16, 122-123, 1999）
- "Dislocation effect on crystal-melt interface: an X-ray topography study on the melting of silicon" （共著）（『日本結晶成長学会誌』 26(2), 141, 1999年）
- 「水平磁場印加下におけるSi融液中の酸素移動現象」（共著）（『日本結晶成長学会誌』 26(2), 135, 1999年）
- 「シリコンの物性の分子動力学解析 融液物性Ⅰ」（共著）（『日本結晶成長学会誌』 25(3), A77, 1998年）
- 「21世紀の結晶成長の3大課題」（共著）（『日本結晶成長学会誌』 24(4), 379-387, 1997年）
- 「シリコン融液の表面張力に及ぼす酸素と温度の影響」（共著）（『日本結晶成長学会誌』 24(4), 369-378, 1997年）
- 「結晶成長における熱と物質の移動現象に及ぼす磁場の効果」（共著）（『日本結晶成長学会誌』 24(3), 311-316, 1997年）
- 「シリコン固液界面における酸素の偏析現象」（共著）（『日本結晶成長学会誌』 24(2), 82, 1997年）
- 「核形成とステップ不安定の理論 -基礎概念からモデルまで」（『日本結晶成長学会誌』 24(1), 10, 1997年）
- 「液体金属シリコンの対流不安定性」（『日本物理学会誌』, 52/, 90, 1997年）
- 「シリコン融液の表面張力に及ぼす酸素分圧の影響」（共著）（『日本結晶成長学会誌』 23(5), 374-381, 1996年）
- 「シリコン液柱内マランゴニ対流の温度振動と温度分布」（共著）（JASMA Journal of the Japan Society of Microgravity Application 13(4), 297, 1996）
- 「微小量カ状態を利用した半導体シリコンメルトのマランゴニ対流の温度振動の精密測定とマランゴニ対流モード 溶液成長のその場観察Ⅲ」（共著）（『日本結晶成長学会誌』 23(3), 139, 1996年）
- 「バルク結晶成長技術の基礎」（『応用物理』, 65/, 704, 1996年）
- 「シリコンメルト液柱におけるマランゴニ対流の温度振動」（共著）（『日本マイクログラビティ応用学会誌』 13(2), 105-109, 1996年）
- 「TR-IA-4号小型ロケットによるシリコンメルトマランゴニ対流の温度振動測定」（共著）（JASMA Journal of the Japan Society of Microgravity Application 12(4), 336, 1995）
- 「シリコン融液対流の不安定性」（『応用数理』 5(3), 236-244, 1995年）
- 「シリコン融液中における酸素移動現象の磁場印加効果 -液体物性」（共著）（『日本結晶成長学会誌』 22(3), 155, 1995年）
- 「シリコン融体の表面張力の測定 バルク成長シンポジウムⅠ」（共著）（『日本結晶成長学会誌』 22(3), 149, 1995年）
- 「シリコン単結晶製造時におけるマランゴニ効果」（『まてりあ 日本金属学会会報』 34(4), 420-425, 1995年）
- 「バルク結晶の成長」（『日本結晶成長学会誌』 22(1), 2, 1995年）
- 「半導体融液の熱物性定数 バルク成長シンポジウムⅡ」（共著）（『日本結晶成長学会誌』 21(3), 242, 1994年）
- 「シリコンメルト液柱内の対流構造 -融液成長」（共著）（『日本結晶成長学会誌』 21(3), 229, 1994年）
- 「融液対流と結晶中の不純物濃度分分布との相関 -融液成長」（共著）（『日本結晶成長学会誌』 21(3), 228, 1994年）
- 「融液成長における対流の不安定性」（共著）（『日本結晶成長学会誌』 21(2), 174-179, 1994年）
- "Molecular Dynamics Simulation of Molten Silicon." （熱物性 8(4), 220-225, 1994）
- 「シリコン単結晶製造時における融液の流れ」（『日本流体力学会誌』, 13/, 5, 1993年）
- 「半導体材料における融液の構造と性質」（『セラミックス』, 28/, 1233, 1993年）
- 「CZ単結晶育成中におけるSi融液対流速度の垂直磁場による変化」（共著）（『日本結晶成長学会誌』 20(2), 69, 1993年）
- 「シリコン結晶育成時における熱と物質の輸送現象 -対流可視化と数値計算」（『日本結晶成長学会誌』 20(2), p142-145, 1993年）
- 「数値計算によるSi融液中の熱と物質の輸送現象の理解 融液成長VI」（共著）（『日本結晶成長学会誌』 19(1), 127, 1992年）
- 「Si融液対流と育成結晶中のストリエーションとの相関 融液成長VI」（共著）（『日本結晶成長学会誌』 19(1), 126, 1992年）
- 「CZ法におけるSi融液対流の三次元構造」（共著）（『日本結晶成長学会誌』 18(4), 447-454, 1992年）
- 「総合伝熱解析によるSiCz炉内の対流および伝熱の数値計算 融液成長V」（共著）（『日本結晶成長学会誌』 18(1), 127, 1991年）
- 「Si融液対流の三次元解析 軸対称流について 融液成長V」（共著）（『日本結晶成長学会誌』 18(1), 126, 1991年）
- 「中性子散乱による溶融GaSbの微細構造と粘性係数との関係 融液成長IV」（共著）（『日本結晶成長学会誌』 18(1), 121, 1991年）
- 「Si融液対流の三次元観察」（共著）（『応用物理』 60(8), 799-803, 1991年）
- 「Si融体の対流をX線で見る」（共著）（『日本結晶学会誌』 33(1), 21-26, 1991年）
- 「ダブルビームX線透視法によるCzSi単結晶育成時の融液対流三次元可視化観察 融液成長IV」（共著）（『日本結晶成長学会誌』 17(1), 64, 1990年）
- 「X線透視法によるSi融体の対流観察」（共著）（『応用物理』 58(9), p1334-1339, 1989年）
- 「溶融半導体からの結晶成長における流れの直接観察」（共著）（『日本結晶成長学会誌』 15(2), 217-223, 1988年）
- 「X線透視法によるシリコン融体の対流直接観測 実験とシミュレーションとの対応」（共著）（『日本結晶成長学会誌』 15(1), 24, 1988年）
- "Direct observation of melt convection of silicon by X-ray radiography." （共著）（『流れの可視化』 8(30), 147-150, 1988年）
- 「溶融GaAsの粘性係数 組成依存性 融液成長Ⅰ」（共著）（『日本結晶成長学会誌』 14(1), 2, 1987年）
- 「溶融化合物半導体の熱的挙動」（共著）（『日本結晶成長学会誌』 13(1), 16, 1986年）